# Frans Lasson
Frans Erik Lasson f. Hjertholm (20. oktober 1935 i Aarhus – 22. marts 2009 i København) var en dansk operasanger og forfatter.
Frans Lasson, der var søn af filmproducent Poul Hjertholm (1896–1975) og Aase Hjertholm (døbt A. Lasson) (1904–1988), blev sproglig student fra Metropolitanskolen i 1954. Han studerede litteratur ved Københavns Universitet fra 1954 til 1958 og tog sangeruddannelse ved Operaakademiet og Det Kongelige Danske Musikkonservatorium, hvorfra han fik sin afgangseksamen i 1967. Han var operasanger ved Det Kongelige Teater 1967-1990. Hans operaroller talte blandt andet Don Cassandro i La finta semplice, Geronte i Manon Lescaut, Angelotti i Tosca, Pietro i Simone Boccanegra og Bonzen i Madame Butterfly. Fra 1974 til 1977 var han medlem af bestyrelsen for foreningen af operasolisterne ved Det Kongelige Teater.
Frans Lasson var stifter af og formand for Karen Blixen Selskabet (1975-1985) og var medlem af bestyrelsen for Rungstedlundfonden. Han og selskabets næstformand, kulturredaktør Hans Andersen redigerede ti årgange af Blixeniana, der var Karen Blixen Selskabets årbog (udgivet 1976-1985). Han har også udgivet værker om Paul Claudel, Sophus Claussen, Olaf Bull og Frank Jæger.
Frans Lasson er en fjern slægtning til forfatterinden Karen Blixen.

## Litterære priser
- Georg Brandes-Prisen,[1] 1989.
- Selskabet til de skønne og nyttige Videnskabers Forfremmelses Pris,[2] 1964.
- Norsk Kulturfonds Legat, 1988.
- Det Treschowske Fideikommis' Legat, 1991.
- St. Olavs Medalje,[3] 1992.
- Ridder af Dannebrog, 1988.
- Søren Gyldendal-prisen, 2000.

## Udvalgt bibliografi
- Ode til døden, 1962 (digt).
- Tragisk himmel, 1966 (digt).
- Karen Blixen: Efterladte fortællinger, 1975.
- Caroline Carlsen: Erindringer om Karen Blixen – Fortalt til Frans Lasson, 1976.
- Kilden og flammen – En bog til Thorkild Bjørnvig, 1988.
- Rørbyes tegninger, 1992.
- Karen Blixen på Rungstedlund, 1994 (lydbog).
- Karen Blixens Rungstedlund, 2001.

## Fodnoter
1. ↑  Tildelt for værket: Lasson, Frans: Olaf Bull – Brev fra en dikters liv, 2 bind, Forlaget Gyldendal, Oslo og København 1989, ISBN 87-00-83214-6.
2. ↑  Tildelt for gendigtningen af Paul Claudels skuespil Silkeskoen og Middagshøjde.
3. ↑  Tildelt for samme værk som Georg Brandes-Prisen.